# Luis Regueiro
Luis Regueiro Pagola (* 1. Juli 1908 in Irún; † 6. Dezember 1995 in Mexiko-Stadt), auch bekannt unter dem Spitznamen Corzo (span. für Reh), war ein spanischer Fußballspieler baskischer Herkunft auf der Position des Stürmers. Er ist der jüngere Bruder von Pedro Regueiro und der ältere Bruder von Tomás Regueiro, die beide ebenfalls Fußballspieler waren. Außerdem ist er der Vater des mehrfachen mexikanischen Internationalen Luis Regueiro Urquiola.

## Karriere

### Verein
Regueiro begann seine aktive Laufbahn in seiner Heimatstadt bei Real Unión de Irún. Mit den Basken gewann er in der Saison 1927 die Copa del Rey. Im Sommer 1931 wechselte der technisch begabte Flügelspieler schließlich zu Real Madrid, mit denen er zwei Meistertitel (1931/32, 1932/33) sowie ebenso viele Erfolge im Pokal (1934, 1936) feiern konnte. Ab 1936 begab sich mit der Regionalauswahl des Baskenlandes auf Auslandsreise um den Wirren des spanischen Bürgerkriegs zu entkommen, zunächst nach Frankreich und später nach Mexiko, wo er in der Saison 1938/39 Vizemeister der mexikanischen Liga wurde. Zwischen 1939 und 1942 spielte er für den mexikanischen Verein CF Asturias, bevor er seine Karriere zwischen 1942 und 1944 beim Club América ausklingen ließ. Luis Regueiro blieb fortan in Mexiko, wo er 1995 verstarb.

### Nationalmannschaft
Luis Regueiro war Mitglied der spanischen Fußballnationalmannschaft bei den Olympischen Spielen 1928, wo man Platz sechs erreichte, und der Weltmeisterschaft 1934 in Italien bei der Spanien im Viertelfinale, nach einem sehr polemischen Wiederholungsspiel, gegen das Gastgeberland ausschied.

## Erfolge
- 2× Spanische Meisterschaft
  - 1931/32, 1932/33 (mit Real Madrid)
- 3× Spanischer Pokal
  - 1927 (mit Real Unión), 1934, 1936 (mit Real Madrid)